# (10107) Kenny
(10107) Kenny est un astéroïde de la ceinture principale.

## Description
(10107) Kenny est un astéroïde de la ceinture principale. Il fut découvert le 27 mars 1992 à Siding Spring par Duncan I. Steel. Il présente une orbite caractérisée par un demi-grand axe de 2,33 UA, une excentricité de 0,27 et une inclinaison de 22,6° par rapport à l'écliptique.

## Compléments